# Марселен, Жан
Жан Ариссон Марселен (фр. Jean Harisson Marcelin; род. 12 февраля 2000, Ле-Порт) — французский футболист, защитник клуба «Бейтар (Иерусалим)».

## Клубная карьера
Футболом начал заниматься в футбольной школе «Эколь де Фут дю Пор» в Реюньоне, а затем перешёл в местный футбольный клуб «Жанна д’Арк». Летом 2015 года попал в систему французского «Осера», где начал выступать за молодёжную команду. 7 октября 2017 года дебютировал за вторую команду клуба в Насьонале 3. В игре «Сен-Витом». На 72-й минуте встречи он вышел на замену вместо Ламина Фомба. 3 февраля 2018 года подписал первый профессиональный контракт с клубом, рассчитанный на 5 лет. 17 августа 2018 года впервые вышел на поле за основную команду в матче Лиги 2 с «Нанси», заменив в компенсированное время аргентинца Даниэля Манчини. В сезоне 2019/20 Марселен становится основным игроком команды, регулярно выходя в стартовом составе, в результате чего к нему стали проявлять интерес такие клубы, как «Милан», «Шальке 04», «Тоттенхэм Хотспур» и «Монако».
30 января 2020 года подписал контракт с «Монако», рассчитанный на 4,5 года. До прекращения чемпионата Франции в связи с пандемией COVID-19 два раза попадал в заявку клуба на матчи Лиги 1 с «Реймсом» и «Монпелье».
11 сентября 2020 года на правах аренды до конца сезона перешёл в бельгийский «Серкль Брюгге». Дебютировал в чемпионате Бельгии 21 сентября в домашней игре с «Сент-Трюйденом», выйдя в стартовом составе и проведя на поле весь матч.

## Карьера в сборных
13 октября 2018 года дебютировал в юношеской сборной Франции в товарищеской игре с Арменией. На 68-й минуте забил четвёртый мяч своей команды в ворота соперника, установив тем самым окончательный счёт встречи 4:0. В июле 2019 года в составе сборной выступал на чемпионате Европы, где французы дошли до полуфинала. Марселен принял участие в двух встречах группового этапа.

## Статистика выступлений

### Клубная статистика
| Выступление      | Выступление      | Выступление      | Лига | Лига | Кубки | Кубки | Конт. кубки | Конт. кубки | Итого | Итого |
| Клуб             | Лига             | Сезон            | Игры | Голы | Игры  | Голы  | Игры        | Голы        | Игры  | Голы  |
| ---------------- | ---------------- | ---------------- | ---- | ---- | ----- | ----- | ----------- | ----------- | ----- | ----- |
| Осер             | Лига 2           | 2017/18          | 0    | 0    | 0     | 0     | 0           | 0           | 0     | 0     |
| Осер             | Лига 2           | 2018/19          | 5    | 0    | 3     | 1     | 0           | 0           | 8     | 1     |
| Осер             | Лига 2           | 2019/20          | 16   | 0    | 1     | 0     | 0           | 0           | 17    | 0     |
| Осер             | Итого            | Итого            | 21   | 0    | 4     | 1     | 0           | 0           | 25    | 1     |
| → Осер II        | Насьональ 3      | 2017/18          | 20   | 1    | 0     | 0     | 0           | 0           | 20    | 1     |
| → Осер II        | Насьональ 3      | 2018/19          | 16   | 0    | 0     | 0     | 0           | 0           | 16    | 0     |
| → Осер II        | Итого            | Итого            | 36   | 1    | 0     | 0     | 0           | 0           | 36    | 1     |
| Монако           | Лига 1           | 2020/21          | 0    | 0    | 0     | 0     | 0           | 0           | 0     | 0     |
| Монако           | Итого            | Итого            | 0    | 0    | 0     | 0     | 0           | 0           | 0     | 0     |
| → Монако II      | Насьональ 2      | 2020/21          | 1    | 0    | 0     | 0     | 0           | 0           | 1     | 0     |
| → Монако II      | Итого            | Итого            | 1    | 0    | 0     | 0     | 0           | 0           | 1     | 0     |
| → Серкль Брюгге  | Лига Жюпиле      | 2020/21          | 2    | 0    | 0     | 0     | 0           | 0           | 2     | 0     |
| → Серкль Брюгге  | Итого            | Итого            | 2    | 0    | 0     | 0     | 0           | 0           | 2     | 0     |
| Всего за карьеру | Всего за карьеру | Всего за карьеру | 60   | 1    | 4     | 1     | 0           | 0           | 64    | 2     |